# Easy (Marvin Gaye & Tammi Terrell)
Easy è il terzo album in studio inciso in duetto dai cantanti statunitensi Marvin Gaye e Tammi Terrell, pubblicato nel 1969.

## Tracce
Tutti i brani sono stati scritti da Nickolas Ashford & Valerie Simpson, eccetto dove indicato.
Lato 1
1. Good Lovin' Ain't Easy to Come By – 2:30
2. California Soul – 2:55
3. Love Woke Me Up This Morning – 2:34
4. This Poor Heart of Mine – 2:45
5. I'm Your Puppet (Spooner Oldham, Dan Penn) – 3:02
6. The Onion Song – 3:01

Lato 2
1. What You Gave Me – 2:47
2. Baby I Need Your Loving (Holland-Dozier-Holland) – 3:15
3. I Can't Believe You Love Me (Harvey Fuqua, Johnny Bristol) – 2:47
4. How You Gonna Keep It (After You Get It) – 2:55
5. More, More, More (Fuqua, Bristol, Clyde Wilson) – 2:32
6. Satisfied Feelin' – 2:58